# Caroline Records
Caroline Records is een platenlabel, dat in de eerste helft van de jaren zeventig werd opgericht als sublabel van Richard Bransons Virgin Records. Het doel was aanvankelijk budget-price-platen uit te brengen van progressieve rock-muzikanten en jazz-musici, artiesten waarvan het label dacht dat hiervoor niet zoveel belangstelling bestond en commercieel dus niet zo interessant waren. Het logo was een variant van het logo van Virgin Records, ontworpen door Roger Dean. Het aandachtsgebied van het label verschoof gaandeweg ook naar punkrock, new wave, experimentele muziek, industriële en elektronische muziek.
De Britse en Amerikaanse takken van Caroline Records maken deel uit van Caroline Music (dat Caroline Distribution omvat). Caroline Music is thans eigendom van de EMI Group. Caroline heeft of had verschillende sublabels, zoals Astralwerks, Gyroscope, Caroline Blue Plate, Rocks the World, Scamp en Passenger.
De eerste release was een album van Toni Conrad en de groep Faust. Daarna volgden platen van onder meer Bad Brains, Ben Folds Five, Cabaret Voltaire, Cluster, Lol Coxhill, Brian Eno, Roger Eno, Fred Frith, Henry Cow, Killing Joke, The Misfits, Primus, Smashing Pumpkins, Suicidal Tendencies, Swans, Walt Mink, Marilyn Manson en White Zombie.
In navolging van de lancering van een nieuw label Caroline International in zowel Engeland, Amerika en Australië, werd 
medio 2013 Caroline Benelux opgericht. Caroline Benelux is een indie label dat zowel Nederlandse als Belgische als internationale artiesten onder contract heeft, zoals Chef'Special, Sven Hammond, Van Morrison, Beck, De Staat, Bear's Den, Nathaniel Rateliff, Iggy Pop, Tame Impala, Orange Skyline, Equal Idiots en Oh Wonder.